# 120-ті

Римська імперія станом на 125 рік

## Події
Імператор Адріан правив Римською імперією, яка досягла своїх найбільших розмірів. Упродовж десятиліття він відвідував з інспекціями численні провінції. За наказом Адріана почалося спорудження Адріанового валу в Британії, призваного захистити римську частину острова від войовничих жителів півночі острова. За наказом імператора відновлено римський Пантеон та Храм Зевса Олімпійського в Греції.
Парфянське царство продовжувало бути розділеним упродовж усього десятиліття. На заході правив Хосрой І, якого в 128-129 році змінив Мітрідат IV.  Східна частина перебувала під владою Вологеза II.
У 127 році в Кушанському царстві почалося правління Канішки I, за якого імперія набула найбільшого розквіту. Знаменитий правитель Західних Кшатрапів Нагапана помер у 124 році. Сатавагана за правління Гаутаміпутри Сатакарні Сатавахани розширилася на всю середню частину Індостану.
У Китаї правила Династія Хань. Ханьці воювали на границях своєї держави в Монголії, Східному Туркестані та передгір'ях Тибету з хунну, сяньбі та цянями. Імператор Ань-ді отримав у 121 році у подарунок словник китайських ієрогліфів «Шовень цзєцзи».

## Народились
121
- Марк Аврелій;

## Померли
121 або 127
- Плутарх